# Sicydium (Oxudercidae)
Sicydium là một chi cá bống trong họ Oxudercidae, chủ yếu là các loài có nguồn gốc ở các sông và suối nước chảy nhanh tại châu Mỹ (Trung Mỹ, Mexico, Đảo Cocos, Caribe, Colombia, Ecuador và Venezuela) và 2 loài có nguồn gốc ở Trung Phi là S. brevifile và S. crenilabrum.

## Các loài
Hiện có 16 loài được công nhận trong chi này:
- Sicydium adelum W. A. Bussing, 1996
- Sicydium altum Meek, 1907
- Sicydium brevifile Ogilvie-Grant, 1884
- Sicydium buscki Evermann & H. W. Clark, 1906
- Sicydium bustamantei Greeff, 1884
- Sicydium cocoensis (Heller & Snodgrass, 1903)
- Sicydium crenilabrum I. J. Harrison, 1993
- Sicydium fayae Brock, 1942
- Sicydium gilberti Watson, 2000
- Sicydium gymnogaster Ogilvie-Grant, 1884 (Smoothbelly goby)
- Sicydium hildebrandi C. H. Eigenmann, 1918
- Sicydium multipunctatum Regan, 1906 (Multispotted goby)
- Sicydium plumieri (Bloch, 1786) (Sirajo)
- Sicydium punctatum Perugia, 1896 (Spotted algae-eating goby)
- Sicydium rosenbergii (Boulenger, 1899)
- Sicydium salvini Ogilvie-Grant, 1884